# NGC 5622
NGC 5622 (również PGC 51541 lub UGC 9248) – galaktyka spiralna (Sb), znajdująca się w gwiazdozbiorze Wolarza. Odkrył ją William Herschel 15 maja 1787 roku. Jest to galaktyka aktywna.